# Serinus xantholaemus
Serinus xantholaemus là một loài chim trong họ Fringillidae.